# Чмих Микола Миколайович
Чмих Микола Миколайович (18 липня 1984, Харків) — український автогонщик, пілот команди XADO Motorsport. Чемпіон України з автокросу (2005—2007), Чемпіон України з ралі (2010), призер чемпіонатів України із шосейно-кільцевих перегонів. Майстер спорту України.

## Біографія
Закінчив економічний факультет національного Технічного Університету, м. Харків. З 2008 року працює в Харківському представництві компанії XADO менеджером з продажів. З 2010 року працює також у фірмі М-спорт.
Пішов по стопах свого батька — Чмиха Миколи Петровича, видатного українського автогонщика — й з 2001 року активно займається автоспортом. З 2003 по 2006 рік виступав у складі автомобільної команди Авек-Моторспорт, з 2008 року — пілот команди XADO Motorsport.

## Спортивні досягнення
- 2001 — дебют у Чемпіонаті України з автокросу
- 2003 — 3-є місце в Чемпіонаті України з автокросу в класі 7А
- 2004 — 2-е місце в Чемпіонаті України з автокросу в класі 7А
- 2005 — Чемпіон України з автокросу в класі 7А
- 2006 — Чемпіон України з автокросу в класі 7А, володар Кубка України із зимових трекових перегонів у класі 2000
- 2007 — Чемпіон України з автокросу в класі 7А, Переможець етапів Чемпіонату України з шосейно-кільцевих перегонів у класі «Лада 1500»
- 2008 — 2-е місце в Чемпіонаті України з шосейно-кільцевих перегонів у класі «Турінг-Лайт», переможець Національної російської гоночної серії АвтоВАЗа «Кубок LADA»
- 2009 — 2-е місце в Чемпіонаті України з шосейно-кільцевих перегонів у класі «Турінг-Лайт», переможець етапу «Prime Yalta Rally 2009»
- 2010 — Чемпіон і володар Кубка України з ралі в класі У10